# ناقلة بلو مارلين

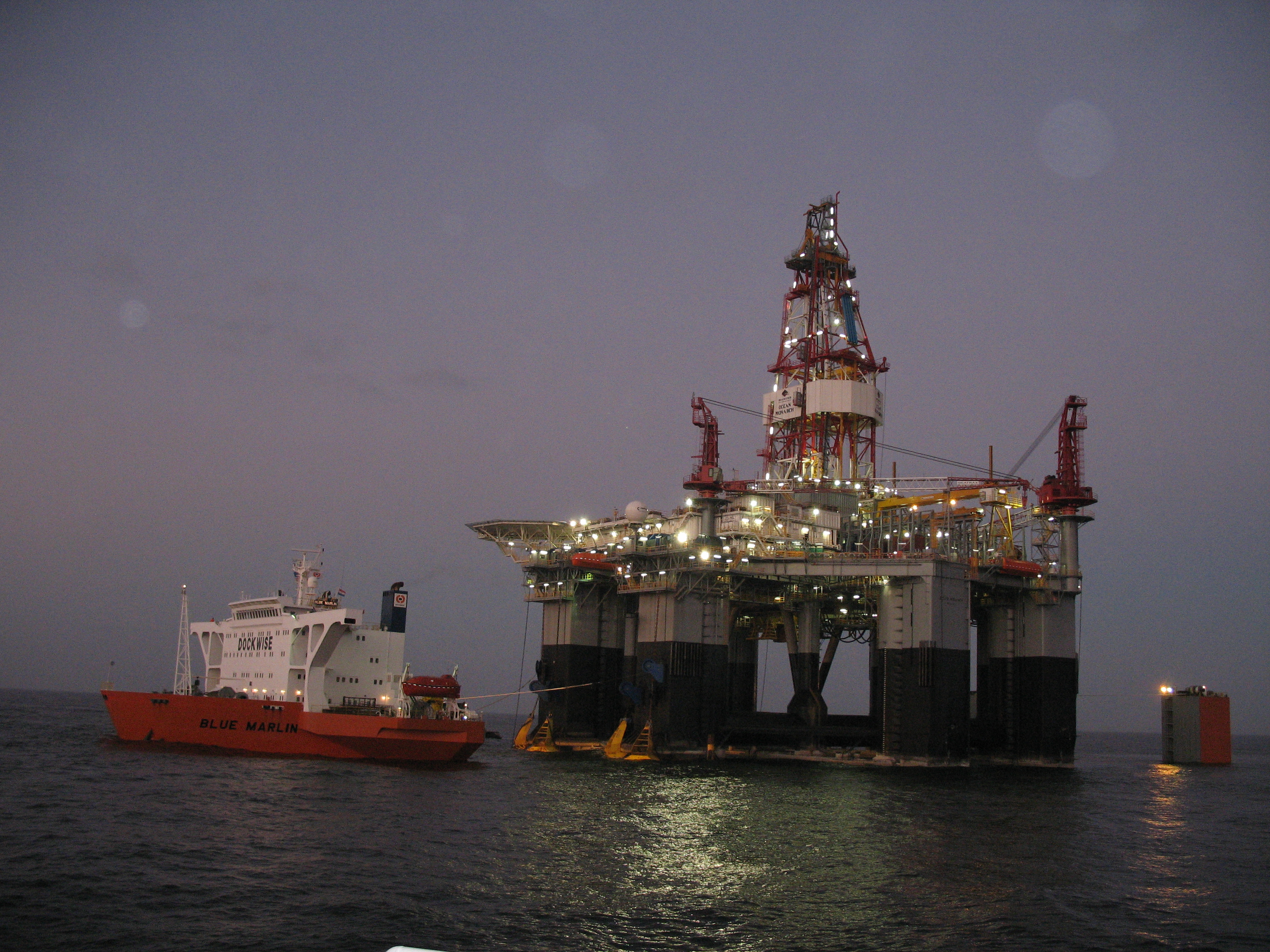
Blue Marlin تستعد للارتفاع بمنصة استخراج النفط "أوشيان مونارش".

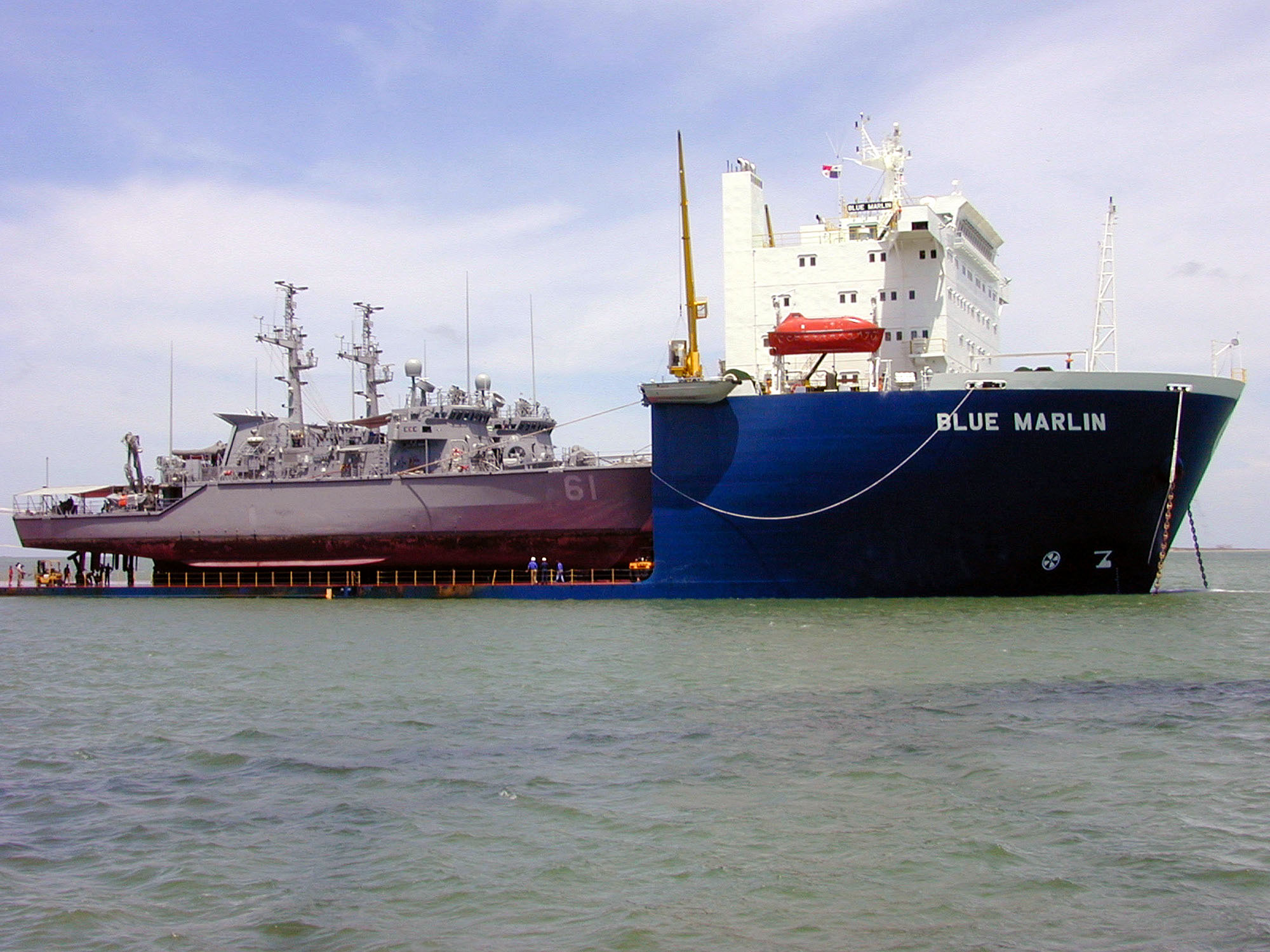
Blue Marlin تحمل محطمتي الألغام الأمريكيتين "رافين" MHC-61 و "كاردينال" MHC-60.

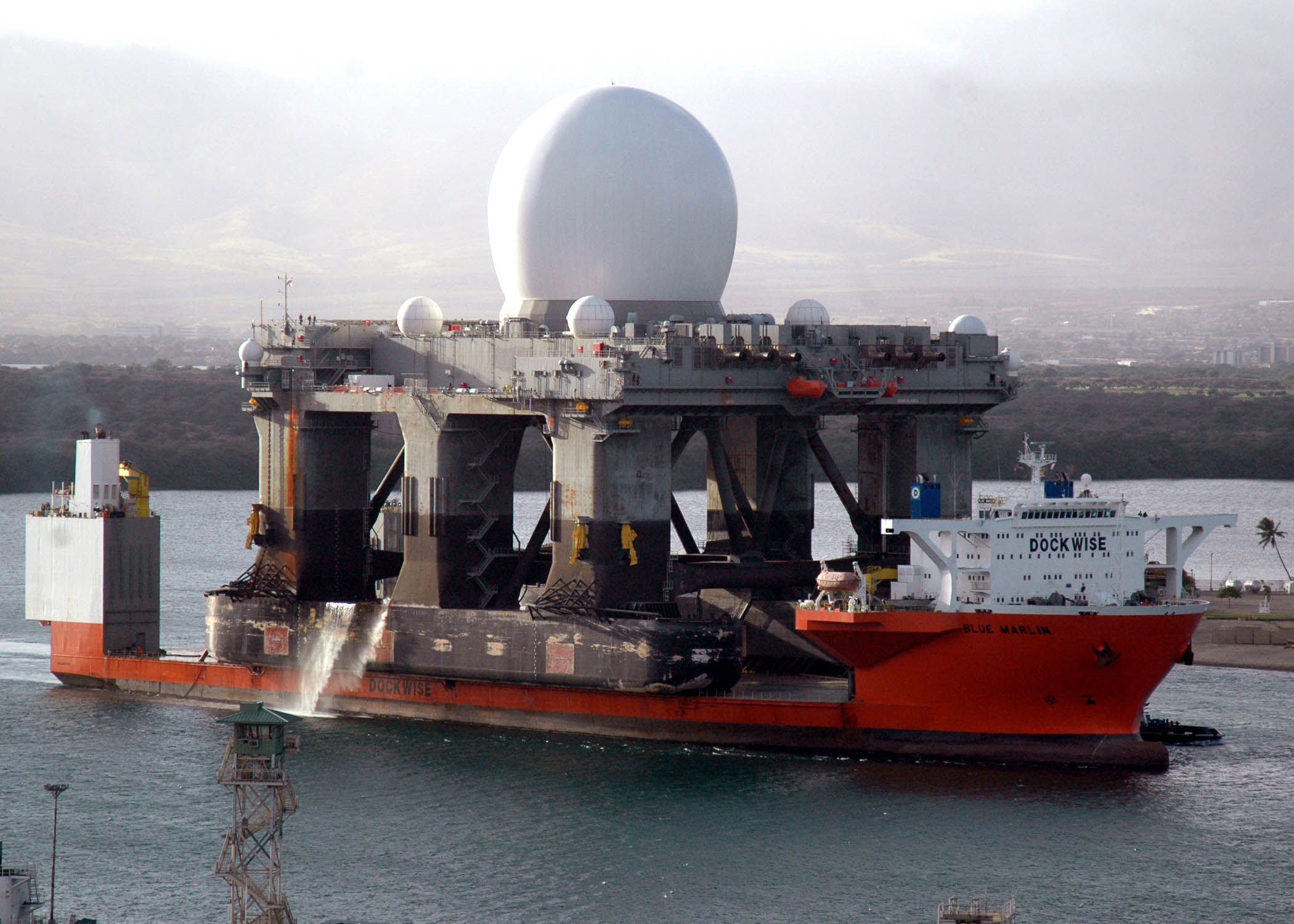
بلو مارلين تحمل محطة الرادار البحرية X-Band Radar وتدخل بيرل هاربور في 9 يناير 2006 لكي توصلها إلى جزر أداك بـألاسكا.

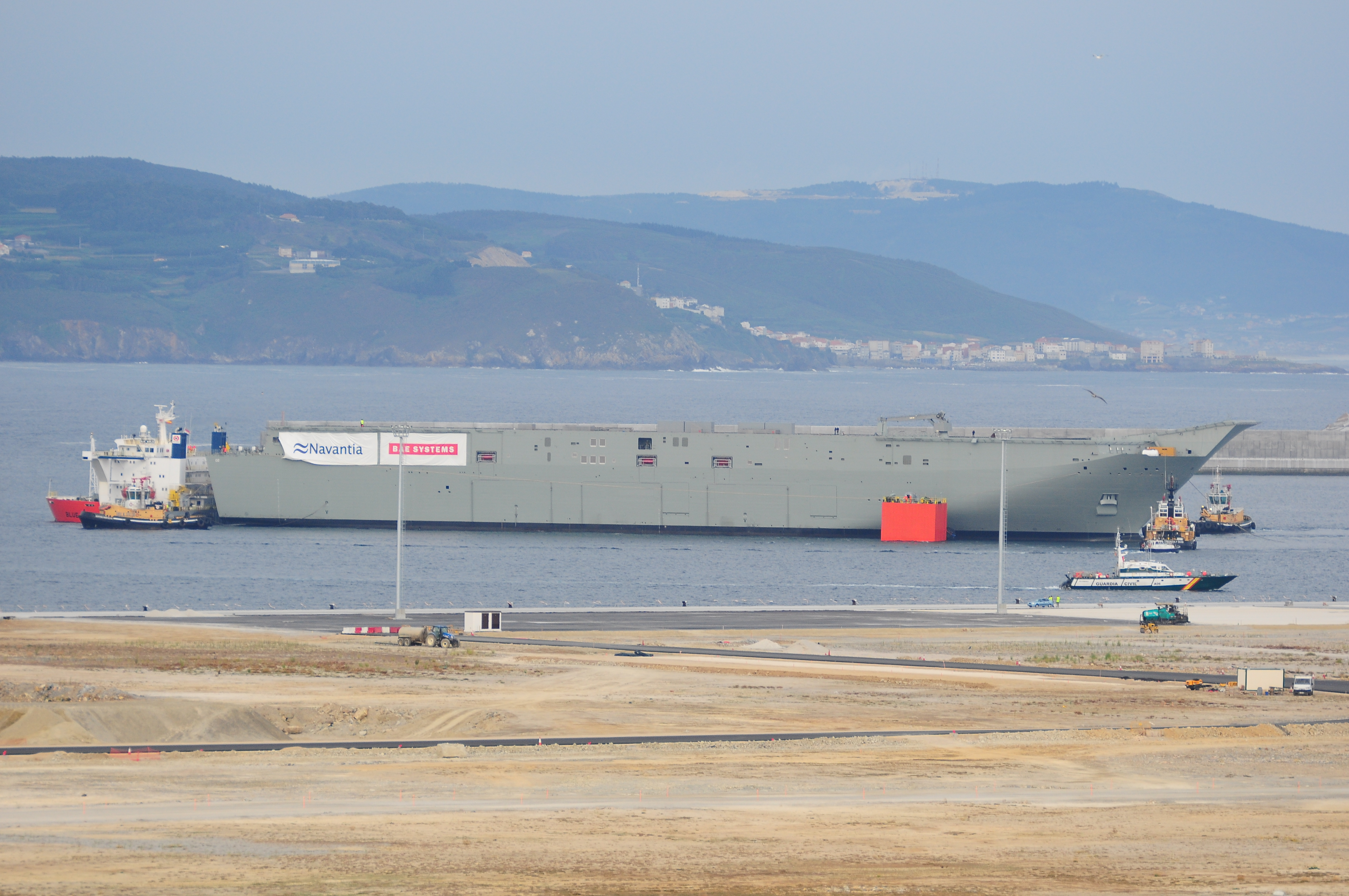
بلو مارلين تحمل HMAS Canberra عند فيرول.

ناقلة بلو مارلين (بالإنجليزية: Blue Marlin) هي سفينة نقل طولها 224 متر وعرضها 63 متر نصف غطسية تمتلها الشركة الهولندية «دوكوايز شيبينغ» تستخدم في نقل سفن تحتاج التصليح أو منصات بحرية لاستخراج البترول وغيرها من الإنشاءات البحرية الثقيلة. ولها أخت تسمى «بلاك مارلين» ولكنها اصغر حيث يصل عرضها على 42 متر فقط.

## تاريخها
بنيت السفينة تحت رقم انتاجي 726 من شركة «شينا شيببيلدينغ كوربوريشن» في كاوهسيونغ (بتيوان لحساب شركة «أوفشور هيفي ترانسبورت» في أوسلو، النرويج. وقد بدأ بناؤها يوم 8 أبريل 1999 وانزلت إلى الماء يوم 23 ديسمبر 1999 ودشنت. وفي 25 أبريل 2000 انتهت الشركة من صناعة السفينة.
كانت السفينة مصصمة أصلا لنقل منصة حفر واستخراج البترول من البحر تزن نحو 30.000 طن.
وفي 6 يونيو 2001 تعاقدت شركة «دوكوايز شيبنغ بي في» الهولندية على شراء الناقلة بلو مارلين. ثم أرسلت الناقلة في الأعوام 2004/2003 إلى مصنع سفن هونداي ميبو في كوريا الجنوبية، بميناء أولسان، بغرض زيادة عرضها إلى 63 متر.

## تشغيلها
السفينة بلو مارلين غطسية بمعنى انها جسمها يغطس تحت الماء بحيث يصبح سطح الحمل تحت الماء. بهذا يبلغ أكبر عمق لها 40و28 متر في حالة غطسها تحت الماء.
وتوضع السفينة أو منصة النفط البحرية على سطح السفينة بواسطة رفاصات، ثم تفرغ خزانات الناقلة من الماء، فترتفع حاملة ما عليها من حمولة على سطحها.

## اشغال أدتها
من الاشغال التي قامت بها الناقلة بلو مارلين وسمع العالم عنها كان نقل المدمرة الأمريكية كولي من ميناء عدن بعد اصابتها بانفجار كبير من بعض أعضاء القاعدة - كما يقولون. فقد قامت بلو مارلين بحمل المدمرة ونقلتها من 29 أكتوبر على 13 ديسمبر 2000 من عن إلى باسكاغولا، مسيسيبي، حيث أودعتها في مصنع السفن «إنغالس شيببيلدينغ» للقيام بعمليات التصليح.
وفي يوليو 2005 قامت الناقلة بلو مارلين بنقل مصنع لتسييل الغاز من قادش، أسبانيا إلى هامرفست عبر مسافة 5000 كيلومتر، ويختض مصنع التسييل بحقل الغاز «سنوهفيت» في النرويج. وقد تم النقل عبر تلك المسافة في 11 يوم فقط.

## وصلات خارجية
- Professional photographs from shipspotting.com
- RIGZONE article about towing the Thunder Horse PDQ oil platform

## اقرأ أيضا
- ناقلة مايتي سيرفانت 1
- سفن مجموعة أوليمبيك
- ناقلة نفط
- ناقلة نفط ، تصنيف تي أي
- ناقلة تموين روبرت بيري
- حاملة طائرات
- سفينة سياحية